# Jørgen Paludans Forlag
Paludans Forlag er et dansk forlag, der blev etableret i 1965 af forlagsboghandler Jørgen Paludan. Forlaget ejes i dag af sønnen Christian Paludan.
Paludans Forlag har siden etableringen udgivet en række bøger indenfor: ledelsesudvikling, kommunikation, psykoterapi, kogebøger samt historie. Tilbage i 1965 udgav forlaget bl.a. Adolf Hitlers Mein Kampf i en dansk kommenteret udgave under titlen Min Kamp. Forlaget udgav i de første mange år primært studiebøger, men udgiver i dag primært faglitteratur indenfor kategorierne mad og drikke (kogebøger), helse og sundhed, mental selvudvikling, ledelsesudvikling samt lærebøger i bredere forstand. 
Paludans Forlag omfattede tidligere også Paludans boghandel (i dag Paludans Bogcafe).